# 紫花硬毛南芥
紫花硬毛南芥（学名：Arabis hirsuta var. purpurea）为十字花科南芥属下的一个变种。

## 扩展阅读
- 維基物種上的相關：紫花硬毛南芥